# Joseph Delhalle
Pour les articles homonymes, voir Delhalle.
Joseph Ghislain Delhalle, "Willy"  de son nom de guerre, né le 13 septembre 1912 à Sorée (Belgique) et mort le 18 mars 1945  à Bergen-Belsen, est un résistant et déporté belge, membre de l'Armée belge des partisans.

## Biographie

### Enfance
Joseph Delhalle grandit dans l'entité de Sorée, commune de Gesves. Son père, Léon Joseph Delhalle (1881-1947), était ouvrier mineur. Sa mère, Blanche Victorine Henard (1885-1967), était femme au foyer. Ses parents se marient en 1904.

### Famille
Il se marie le 29 mars 1935 avec Maria Henriette Ghislaine Jacquet (1910-1979). En 1935, ils ont un premier fils prénommé Fernand. En 1937 naît leur deuxième fils, Léon.

### La Guerre et son action dans larésistance
Il s'engage dans la résistance en 1942. Le 9 octobre 1943, il intègre l'Armée belge des partisans. Il est alors nommé commandant de secteur dans le corps 078 et commandant de bataillon dans la région de Huy avant d'accéder au grade de capitaine.
À partir de cette date, il accomplit des missions et réalise les tâches qui lui sont confiées: diffusion de la presse clandestine, transport d'armes et de dynamite, récolte de fonds pour le soutien des familles des victimes de la guerre. Il participe à de nombreux sabotages dans la région de Sorée : aide aux réfractaires et aux illégaux, exécution des traîtres et des collaborateurs.

### Arrestation
Il fut arrêté par la Gestapo de Liège le 8 août 1944 à Pair-Ochain, (province de Liège), avec plusieurs de ses compagnons alors qu'il était en service commandé et qu'il effectuait une mission. Il s'avéra rapidement que son groupe fut arrêté sur dénonciation. 
Il fut d'abord transféré à la prison Saint-Léonard du 8 au 30 août 1944. Il fut ensuite interné au camp de Beverloo, transita par les Pays-Bas (son convoi passa par les villes d'Esschen, Rosendael, Bréda, Eindhoven, Tilbourg et Venlo) puis fut transféré en Allemagne, au camp de concentration de Neuengamme, dans le Stalag X-B de Sandbostel, le 3 septembre 1944. Aux alentours du 15 février 1945, il fut déporté au camp de Bergen-Belsen où il mourut d'épuisement le 18 mars 1945 à 15h25.
Son cadavre fut inhumé dans une fosse commune du camp de Bergen-Belsen et n'a jamais pu être identifié.
La qualité de Résistant Armé lui a été reconnue à titre posthume par la Commission de Contrôle de Namur I le 28 septembre 1949.

## Distinctions
- Chevalier de l'ordre de Léopold avec palme
- Croix de guerre 1940 avec palme
- Médaille de la résistance 1940-1945
- Médaille commémorative de la guerre 1940-1945 avec deux sabres croisés